# Kep1er
Kep1er ([ˈkɛplər]; кор. 케플러, Kepeulleo; читається як Кеплер) — це багатонаціональний жіночий гурт, створений CJ E&M в рамках конкурсного шоу на виживання 2021 Mnet Girls Planet 999. До складу гурту входять дев'ять учасниць: Чхве Ю Джін, Шень Сяотін, Сакамото Маширо, Кім Че Хьон, Кім Дайон, Езакі Хікару, Хюнін Бахі, Со Йон Ин, Кан Є Со. Гуртом керують Swing Entertainment і Wake One Entertainment.
Офіційний дебют Kep1er відбувся 3 січня 2022 року зі своїм першим мініальбомом First Impact. Контракт з Kep1er розрахований на 2,5 роки.

## Назва
Kep1er — це назва, яку запропонували та створили глядачі шоу через вебсайт Naver. Назва Kep1er це поєднання «Кеп», що означає зберігати мрії, і цифри «1» яка означає, що дев'ять дівчат збираються разом, щоб стати найкращими. Також назваа походить від Йоганна Кеплера та його законів руху планет. Кеплер був німецьким астрономом і математиком у 16 і 17 століттях.
Назва також зберегла своє відношення до Girls Planet 999, продовжуючи космічну тему з назви шоу.

## Кар'єра

### 2021: Girls Planet 999 та пре-дебют
11 січня Mnet випустив відео про початок набору на всесвітнє прослуховування нового шоу на виживання Girls Planet 999. Дебют глобальної жіночого гурту. Гурт складатиметься з учасниць з Кореї, Китаю та Японії, які поділяють одну мрію про дебют. Термін набору тривав з 11 січня 2021 року по 21 лютого 2021 року.
Шоу Girls Planet 999 транслювалося з 6 серпня до 22 жовтня 2021 року. У шоу взяли участь 99 учасниць з Китаю, Японії та Південної Кореї, щоб поборотися за право дебютувати у глобальному жіночому гурті. Під час фіналу, який транслювався 22 жовтня 2021 року було оголошено 9 фіналісток шоу. Кім Че Хьон зайняла перше місце в загальному заліку, імовірно, ставши майбутнім центром групи, Хюнінг Бахі посіла друге місце, Чой Юджін посіла третє, Кім Дайон — четверте, Со Янг Ін — п'яте, Кан Є Со — шосте, Езакі Хікару — сьоме, Сакамото Масіро — восьме, нарешті Шень Сяотін посіла дев'яте місце в загальному заліку і була останнім учасником, який дебютував.
Ще до початку шоу кілька учасниць фінального складу активно просувалися в індустрії розваг. Кан Є Со з ранніх років була акторкою. У 2010 році була учасником дитячої групи CutieL. У 2019 році приєдналася до Busters. У 2020 році залишила колектив.
Чой Юджін 19 березня 2015 року дебютувала у жіночій групі Cube Entertainment — CLC з першим мініальбомом First Love.
Шень Сяотін і Кім Дайон раніше брали участь в інших шоу на виживання. Кім Дайон брала участь у Produce 48 у 2018 році, представляючи CNC Entertainment, а Шень Сяотін брала участь у китайському шоу Produce Camp 2020, представляючи Top Class Entertainment. Обидві вибули в першому раунді, посівши 70-е та 80-е місце у своїх шоу. Шень Сяотін також була бальною та сучасною танцівницею, вигравши золоту медаль на змаганнях із сучасного танцю, що проходили в Шанхаї, а також посіла шосте місце у світовому рейтингу на британських змаганнях. Після Produce 48 Кім Дайон залишила CNC Entertainment і підписала контракт із Stardium Entertainment, але знову пішла після того, як її дебютні плани провалилися.
Сакамото Масіро була трійні JYP Entertainment з 2016 по 2018 рік. У 2017 році вона разом з іншими дівчатами-трійнями боролася проти чоловічої команди в першому епізоді реаліті-шоу на виживання Mnet Stray Kids, але не пройшов далі першого епізоду. За чутками, Маширо була однією з потенційних учасниць нової жіночої групи компанії Itzy, але залишила агентство, не потрапивши до фінального складу.

### 2022—зараз: Дебют з мініальбомомFirst Impact
22 жовтня 2021 року, після завершення Girls Planet 999, були відкриті акаунти гурту у Twitter, Instagram та Facebook. В акаунтах було розміщено тизер, що демонструє офіційний логотип гурту, який раніше було представлено під час фінального епізоду шоу.
25 жовтня 2021 року, на Naver була опублікована стаття, в якій говорилося, що гурт здійснюватиме свою діяльність як музичний колектив протягом наступних двох з половиною років і в даний час вже розпочинає підготовку до свого дебютного альбому.
Фан-кафе групи та канал V Live офіційно відкрилися 2 та 3 листопада відповідно. 4 листопада Kep1er провели першу пряму трансляцію у V Live. 9 листопада на Youtube канал групи було завантажене перше відео.
22 листопада 2021 року відкрився офіційний вебсайт гурту, де було анонсовано, що дебют групи відбудеться в грудні 2021 року/ 24 листопада соціальні мережі групи опублікували фото-тизери та оголосили, що вони дебютують 14 грудня.
25 листопада 2021 року в офіційному Instagram акаунті Mnet Asian Music Awards було оголошено список артистів, які виступатимуть на премії 11 грудня 2021 року, серед яких були і Kep1er.
29 листопада 2021 року, вони оголосили, що дебютують зі своїм першим мініальбомом First Impact.
5 грудня 2021 року стало відомо, що один із співробітників отримав позитивний тест на COVID-19. Незважаючи на те, що результати тестів усіх учасниць групи виявилися негативними, WAKEONE повідомили, що розклад Kep1er, включаючи офіційний дебют, який мав відбутися 14 грудня 2021 року, та спеціальне дебютне шоу буде тимчасово відкладено. 6 грудня було підтверджено, що виступ гурту на MAMA 2021 також скасовано.
8 грудня 2021 року була опублікована офіційна заява від компаній WAKEONE та Swing Entertainment, в якій повідомляється, що дебют Kep1er з мініальбомом First Impact переноситься на 3 січня 2022.
14 грудня агентства групи, WAKEONE і Swing Entertainment, зробили офіційну заяву у тому, що Сяотін і Масіро підтвердилися позитивні тести на COVID-19. Незважаючи на це, дебютний розклад Kep1er поки що не був змінений. 26 грудня агентство Kep1er офіційно підтвердили одужання Сяотін і Масіро від COVID-19 і заявили, що дебютний виступ гурту пройде відповідно до розкладу.
3 січня 2022 року Kep1er випустили свій дебютний мініальбом First Impact із головною піснею «Wa Da Da». Також було оголошено назву фандому та офіційні кольори гурту.
10 січня 2022 року Че Хен була оголошена новим співведучим музичної програми SBS MTV The Show разом з Мінхі з Cravity. 13 січня 2022 року Kep1er виграли свою першу нагороду в музичній програмі на M Countdown з «Wa Da Da».
27 січня було оголошено, що Кім Че Хьон та Со Янг Ін дали позитивний результат на COVID-19.

## Учасниці
| Ранг             | Ім'я            | Ім'я             | Ім'я           | Ім'я             | Ім'я       | Дата народження              | Громадянство       | Позиція в групі                  | Агентство                                   |
| Ранг             | Українською     | Латиницею        | Хангилем       | Японською        | Китайською | Дата народження              | Громадянство       | Позиція в групі                  | Агентство                                   |
| ---------------- | --------------- | ---------------- | -------------- | ---------------- | ---------- | ---------------------------- | ------------------ | -------------------------------- | ------------------------------------------- |
| 3                | Чхве Ю Джін     | Choi Yujin       | 최유진         | ユジン           | 有眞       | 12 серпня 1996 (28 років)    | Південна Корея     | Лідерка, вокалістка, танцюристка | Розірвано контракт вже з Cube Entertainment |
| 9                | Шень Сяотін     | Shen Xiaoting    | 샤오팅         | シャオティン     | 小婷       | 12 листопада 1999 (25 років) | КНР                | Танцюристка, вокалістка, віжуал  | Top Class Entertainment                     |
| 1                | Кім Че Хьон     | Kim Chaehyun     | 김채현         | チェヒョン       | 采炫       | 26 квітня 2002 (23 роки)     | Південна Корея     | Центр, вокалістка                | Wake One Entertainment                      |
| 4                | Кім Дайон       | Kim Dayeon       | 김다연         | ダヨン           | 多娟       | 2 березня 2003 (22 роки)     | Південна Корея     | Реперка, танцюристка, вокалістка | Jellyfish Entertainment                     |
| 7                | Езакі Хікару    | Hikaru Ezaki     | 에자키히카루   | ひかる           | 光         | 12 березня 2004 (21 рік)     | Японія             | Реперка, танцюристка, вокалістка | Avex Artist Academy                         |
| 2                | Хюнін Бахі      | Huening Bahiyyih | 휴닝바히에     | ヒュニン・バヒエ | 休寧巴伊葉 | 27 липня 2004 (21 рік)       | Південна Корея США | Вокалістка                       | IST Entertainment                           |
| 5                | Со Йон Ин       | Seo Youngeun     | 서영은         | ヨンウン         | 永恩       | 27 грудня 2004 (20 років)    | Південна Корея     | Вокалістка, танцюристка, реперка | Biscuit Entertainment                       |
| Колишні учасниці |                 |                  |                |                  |            |                              |                    |                                  |                                             |
| (8)              | Сакамото Маширо | Mashiro Sakamoto | 사카모토마시로 | 坂本             | 舞白       | 16 грудня 1999 (25 років)    | Японія             | Співлідерка, вокалістка, реперка | 143 Entertainment                           |
| (6)              | Кан Є Со        | Kang Yeseo       | 강예서         | イェソ           | 睿序       | 22 серпня 2005 (19 років)    | Південна Корея     | Танцюристка, вокалістка, макне   | 143 Entertainment                           |

## Дискографія

### Мініальбом
| Назва                                                                            | Деталі                                                                                         | Пікові позиції у чартах | Пікові позиції у чартах | Пікові позиції у чартах | Пікові позиції у чартах | Продажі                                                                  | Сертифікації     |
| Назва                                                                            | Деталі                                                                                         | KOR                     | FIN                     | JPN                     | JPN Hot                 | Продажі                                                                  | Сертифікації     |
| -------------------------------------------------------------------------------- | ---------------------------------------------------------------------------------------------- | ----------------------- | ----------------------- | ----------------------- | ----------------------- | ------------------------------------------------------------------------ | ---------------- |
| First Impact                                                                     | - Реліз: 3 січня 2022 - Лейбл: Swing, Wake One - Формат: CD, цифрове завантаження, стриминг    | 1                       | 19                      | 2                       | 10                      | - Південна Корея: 396,102 - Японія: 35,427 (phy.) - Японія: 2,198 (dig.) | - KMCA: Platinum |
| Doublast                                                                         | - Реліз: 20 червня 2022 - Лейбл: Swing, Wake One - Формат: CD, цифрове завантаження, стриминг  | 2                       | —                       | 9                       | 24                      | - Південна Корея: 353,401 - Японія: 32,107 (Фіз.)                        | - KMCA: Platinum |
| Troubleshooter                                                                   | - Реліз: 13 жовтня 2022 - Лейбл: Swing, Wake One - Формат: CD, цифрове завантаження, стриминг  | 2                       | —                       | 6                       | 21                      | - Південна Корея: 267,476 - Японія: 21,182 (phy.) - Японія: 753 (Циф.)   | - KMCA: Platinum |
| Lovestruck!                                                                      | - Реліз: 10 квітня 2023 - Лейбл: Swing, Wake One - Формат: CD, цифрове завантаження, стриминг  | 2                       | —                       | 7                       | 29                      | - Південна Корея: 195,786 - Японія: 14,438                               |                  |
| Magic Hour                                                                       | - Реліз: 25 вересня 2023 - Лейбл: Swing, Wake One - Формат: CD, цифрове завантаження, стриминг | 3                       | —                       | 7                       | 61                      | - Південна Корея: 141,529 - Японія: 18,803                               |                  |
| «—» релізи, що не потрапили у чарти або не були випущені у відповідних регіонах. |                                                                                                |                         |                         |                         |                         |                                                                          |                  |

### Сингли
| Назва | Рік       | Пікові позиції у чартах | Пікові позиції у чартах | Пікові позиції у чартах | Пікові позиції у чартах | Пікові позиції у чартах | Пікові позиції у чартах | Пікові позиції у чартах | Пікові позиції у чартах | Пікові позиції у чартах | Пікові позиції у чартах | Продажі                 | Сертифікації           | Альбом               |
| Назва | Рік       | KOR                     | KOR Hot                 | JPN                     | JPN Comb.               | JPN Hot                 | NZ Hot                  | SGP                     | VIE                     | US World                | WW                      | Продажі                 | Сертифікації           | Альбом               |
| Корейські | Корейські | Корейські               | Корейські               | Корейські               | Корейські               | Корейські               | Корейські               | Корейські               | Корейські               | Корейські               | Корейські               | Корейські               | Корейські              | Корейські            |
| --- | --------- | ----------------------- | ----------------------- | ----------------------- | ----------------------- | ----------------------- | ----------------------- | ----------------------- | ----------------------- | ----------------------- | ----------------------- | ----------------------- | ---------------------- | -------------------- |
| «Wa Da Da» | 2022      | 75                      | 70                      | —                       | 10                      | 9                       | 24                      | 11                      | 73                      | 13                      | 77                      |                         | - RIAJ: Platinum (Ст.) | First Impact         |
| «Up!» | 2022      | —                       | *                       | —                       | 36                      | 27                      | —                       | 29                      | —                       | —                       | —                       |                         |                        | Doublast             |
| «We Fresh» | 2022      | —                       | *                       | —                       | —                       | —                       | —                       | —                       | —                       | —                       | —                       |                         |                        | Troubleshooter       |
| «Giddy» | 2023      | —                       | *                       | —                       | —                       | —                       | —                       | —                       | —                       | —                       | —                       |                         |                        | Lovestruck!          |
| «Galileo» | 2023      | —                       | —                       | —                       | —                       | 96                      | —                       | —                       | —                       | —                       | —                       |                         | Magic Hour             |                      |
| Японські |           |                         |                         |                         |                         |                         |                         |                         |                         |                         |                         |                         |                        |                      |
| «Wing Wing» | 2022      | —                       | —                       | 2                       | 2                       | 3                       | —                       | —                       | —                       | —                       | —                       | - Японія: 88,911        | - RIAJ: Gold (Фіз.)    | Сингли поза альбомом |
| «I Do! Do You?» | 2023      | —                       | —                       | 3                       | 3                       | 3                       | —                       | —                       | —                       | —                       | —                       | - Японія: 65,592 (Фіз.) | - RIAJ: Gold (Фіз.)    | Сингли поза альбомом |
| «Grand Prix» | 2023      | —                       | —                       | 2                       | 2                       | 6                       | —                       | —                       | —                       | —                       | —                       | - Японія: 68,448 (Фіз.) | - RIAJ: Gold (Фіз.)    | Сингли поза альбомом |
| «—» релізи, що не потрапили у чарти або не були випущені у відповідних регіонах. «*» позначено чарти, що не існували на момент виходу релізу. |           |                         |                         |                         |                         |                         |                         |                         |                         |                         |                         |                         |                        |                      |

### Промо-сингли
| Назва         | Рік  | Пікові позиції у чартах | Альбом               |
| Назва         | Рік  | KOR Down.               | Альбом               |
| ------------- | ---- | ----------------------- | -------------------- |
| «Sugar Rush»  | 2022 | 82                      | Сингли поза альбомом |
| «Rescue Tayo» | 2023 | 160                     | Сингли поза альбомом |

### Інші пісні у чартах
| Назва                                                                            | Рік  | Пікові позиції у чартах | Пікові позиції у чартах | Альбом                                     |
| Назва                                                                            | Рік  | KOR Down.               | US World                | Альбом                                     |
| -------------------------------------------------------------------------------- | ---- | ----------------------- | ----------------------- | ------------------------------------------ |
| «MVSK»                                                                           | 2022 | 96                      | —                       | First Impact                               |
| «Don't Go» (나비소녀) (with Loona as Sun and Moon)                               | 2022 | —                       | 14                      | Queendom 2 Position Unit Battle Part.1-1   |
| «Purr» (with Viviz as Kev1z)                                                     | 2022 | 118                     | —                       | <Queendom 2> Position Unit Battle Part 1-2 |
| «The Girls (Can't Turn Me Down)»                                                 | 2022 | 154                     | —                       | Queendom 2 Final                           |
| «Le Voya9e»                                                                      | 2022 | 65                      | —                       | Doublast                                   |
| «Attention»                                                                      | 2022 | 75                      | —                       | Doublast                                   |
| «Good Night»                                                                     | 2022 | 78                      | —                       | Doublast                                   |
| «Rewind»                                                                         | 2022 | 79                      | —                       | Doublast                                   |
| «Lion Tamer»                                                                     | 2022 | 182                     | —                       | Troubleshooter                             |
| «Dreams»                                                                         | 2022 | 185                     | —                       | Troubleshooter                             |
| «Downtown»                                                                       | 2022 | 186                     | —                       | Troubleshooter                             |
| «The Girls (Can't Turn Me Down) (Remastered)»                                    | 2022 | 198                     | —                       | Troubleshooter                             |
| «Back to the City»                                                               | 2023 | 79                      | —                       | Lovestruck!                                |
| «LVLY»                                                                           | 2023 | 85                      | —                       | Lovestruck!                                |
| «Why»                                                                            | 2023 | 88                      | —                       | Lovestruck!                                |
| «Happy Ending»                                                                   | 2023 | 90                      | —                       | Lovestruck!                                |
| «The Door»                                                                       | 2023 | 146                     | —                       | Magic Hour                                 |
| «Love on Lock»                                                                   | 2023 | 152                     | —                       | Magic Hour                                 |
| «Tropical Light»                                                                 | 2023 | 160                     | —                       | Magic Hour                                 |
| «Tape»                                                                           | 2023 | 167                     | —                       | Magic Hour                                 |
| «—» релізи, що не потрапили у чарти або не були випущені у відповідних регіонах. |      |                         |                         |                                            |

## Відеографія

### Відеокліпи
| Назва           | Рік  | Режисер(и)                         | Тр.  | Прим.  |
| --------------- | ---- | ---------------------------------- | ---- | ------ |
| «Wa Da Da»      | 2022 | Bang Jae-yeob                      | 3:18 | [ 68 ] |
| «Up!»           | 2022 | Hiijack                            | 3:18 | [ 69 ] |
| «Wing Wing»     | 2022 | Naive Creative Production          | 3:23 | [ 70 ] |
| «Sugar Rush»    | 2022 | Naive Creative Production          | 3:34 | [ 71 ] |
| «We Fresh»      | 2022 | Naive Creative Production          | 3:44 | [ 72 ] |
| «I do! Do you?» | 2023 | Невідомий                          | 4:00 | [ 73 ] |
| «Giddy»         | 2023 | Bart (FLIPEVIL)                    | 3:15 | [ 74 ] |
| «Rescue Tayo»   | 2023 | OHSKA                              | 2:34 | [ 75 ] |
| «Galileo»       | 2023 | Hong Jaehwan / Lee Hyesu (SWISHER) | 3:32 | [ 76 ] |
| «Grand Prix»    | 2023 | 88 Gymnastics Heros                | 3:16 | [ 77 ] |

## Фільмографія

### Реаліті-шоу
| Рік  | Назва             | Мережа | Примітки                                     | Прим.  |
| ---- | ----------------- | ------ | -------------------------------------------- | ------ |
| 2021 | Girls Planet 999  | Mnet   | Шоу на виживання, яке визначає членів Kep1er | [ 78 ] |
| 2021 | Kep1er View       | Mnet   | Переддебютне реаліті-шоу                     | [ 79 ] |
| 2022 | Kep1er Debut Show | Mnet   | Дебютне шоу                                  | [ 80 ] |

## Нагороди і номінації
| Нагорода                       | Рік  | Категорія                            | Номінант / Робота | Результат | Прим.   |
| ------------------------------ | ---- | ------------------------------------ | ----------------- | --------- | ------- |
| Asia Artist Awards             | 2022 | Best Choice Award — Music            | Kep1er            | Перемога  | [ 81 ]  |
| Asia Artist Awards             | 2022 | New Wave Award — Music               | Kep1er            | Перемога  | [ 81 ]  |
| Brand Customer Loyalty Awards  | 2022 | Rookie of the Year (Female)          | Kep1er            | Перемога  | [ 82 ]  |
| Cable TV Broadcasting Awards   | 2022 | Star Award                           | Kep1er            | Перемога  | [ 83 ]  |
| Circle Chart Music Awards      | 2023 | Song of the Year — January           | «Wa Da Da»        | Перемога  | [ 84 ]  |
| Circle Chart Music Awards      | 2023 | New Artist of the Year — Digital     | «Wa Da Da»        | Номінація | [ 85 ]  |
| Circle Chart Music Awards      | 2023 | New Artist of the Year — Physical    | Doublast          | Номінація | [ 85 ]  |
| Genie Music Awards             | 2022 | Best Female Rookie Award             | Kep1er            | Номінація | [ 86 ]  |
| Golden Disc Awards             | 2023 | Rookie Artist of the Year            | Kep1er            | Номінація | [ 87 ]  |
| Hanteo Music Awards            | 2023 | Rookie Artist of the Year            | Kep1er            | Перемога  | [ 88 ]  |
| Japan Gold Disc Award          | 2023 | Best 3 New Artists (Asia)            | Kep1er            | Перемога  | [ 89 ]  |
| Japan Gold Disc Award          | 2023 | Song of the Year by Streaming (Asia) | «Wa Da Da»        | Перемога  | [ 90 ]  |
| Japan Record Awards            | 2022 | Special Achievement Award            | Kep1er            | Перемога  | [ 91 ]  |
| K-Global Heart Dream Awards    | 2022 | K-Global Super Rookie Award          | Kep1er            | Перемога  | [ 92 ]  |
| Korea Model Awards             | 2022 | Rising Star Award — Singer           | Kep1er            | Перемога  | [ 93 ]  |
| MAMA Awards                    | 2022 | Favorite New Artist                  | Kep1er            | Перемога  | [ 94 ]  |
| MAMA Awards                    | 2022 | Best New Female Artist               | Kep1er            | Номінація | [ 95 ]  |
| MAMA Awards                    | 2022 | Worldwide Fans' Choice Top 10        | Kep1er            | Номінація | [ 95 ]  |
| MAMA Awards                    | 2022 | Artist of the Year                   | Kep1er            | Номінація | [ 95 ]  |
| Melon Music Awards             | 2022 | New Artist of the Year               | Kep1er            | Номінація | [ 96 ]  |
| Mnet Japan Fan's Choice Awards | 2022 | Rookie of the Year                   | Kep1er            | Перемога  | [ 97 ]  |
| Seoul Music Awards             | 2023 | New Wave Star Award                  | Kep1er            | Перемога  | [ 98 ]  |
| The Fact Music Awards          | 2022 | Global Hottest Award                 | Kep1er            | Перемога  | [ 99 ]  |
| The Fact Music Awards          | 2022 | Fan N Star Choice Award (Artist)     | Kep1er            | Номінація | [ 100 ] |
| The Fact Music Awards          | 2022 | Four Star Awards                     | Kep1er            | Номінація | [ 101 ] |
| The Fact Music Awards          | 2022 | idolplus Popularity Award            | Kep1er            | Номінація | [ 102 ] |

## Нотатки
1. ↑  Місце, яке зайняла учасниця в фіналі шоу Girls Planet 999.
2. ↑  Мініальбом Doublast не потрапив у Офіційній чарт альбомів Фінляндії, але досяг 7 місця у Physical Albums Chart[34].
3. ↑  Сингл «Up!» не потрапив у Gaon Digital Chart, але посів 14 місце у Download Chart[53].
4. ↑  Сингл «Up!» не потрапив у Billboard Global 200, але посів 167 місце у Global Excl. US[54].
5. ↑  Сингл «We Fresh» не потрапив у Circle Digital Chart, але посів 38 місце у Download Chart[55].
6. ↑  Сингл «We Fresh» не потрапив у Billboard Japan Hot 100, але посів 76 місце у Download Songs[56].
7. ↑  Сингл «Giddy» не потрапив у Circle Digital Chart, але посіла 30 місце у Download Chart[57].
8. ↑  Сингл «Galileo» не потрапив у Circle Digital Chart, але посів 31 місце у Download Chart[58].